# أندرسون دوس سانتوس (لاعب كرة قدم)
أندرسون دوس سانتوس هو لاعب كرة قدم برازيلي، ولد في 30 أغسطس 1977 في البرازيل. لعب مع برسيبو بوجونيغورو وبي إس إم إس ميدان.